# Vitaliy Daraselia
Vitaliy Kukhinovich Daraseliya ou simplesmente Vit'ali Daraselia - em russo, Виталий Кухинович Дараселия e, em georgiano, ვიტალი დარასელია (Ochamchire, 9 de janeiro de 1957 – Zestaponi, 13 de dezembro de 1982) - foi um futebolista georgiano.

## Carreira
Nascido na Abecásia, região que hoje pleiteia independência da Geórgia, Daraselia iniciou a carreira em 1974, no Amirani Ochamchire, equipe de sua cidade natal, antes de assinar, no ano seguinte, pelo Dínamo Tbilisi, da capital georgiana. Esteve na equipe que conquistou o segundo campeonato soviético do clube, em 1978, e a Recopa Européia de 1981, sendo dele o gol da vitória do Dínamo, a três minutos do fim, na decisão contra o Carl Zeiss Jena, da então Alemanha Oriental.
A boa fase do Dínamo fez com que ele e três colegas - Aleksandre Chivadze, Tengiz Sulakvelidze e Ramaz Shengelia fossem à Copa do Mundo de 1982. O bom time da Seleção Soviética acabaria eliminado na segunda fase. Daraselia veio a falecer tragicamente em um acidente de carro no dia 13 de dezembro do mesmo ano. O estádio municipal de sua cidade natal seria rebatizado com seu nome.
Seu filho, também chamado Vit'ali, nascido em 1978, tornou-se também jogador de futebol. Naquele ano, o Daraselia pai teria reunido os companheiros de Dínamo antes de jogo contra o Napoli, na Itália e comunicado que batizaria o filho com o nome daquele que fizesse o primeiro gol no jogo. Ele mesmo acabou marcando-o.